# Samarra

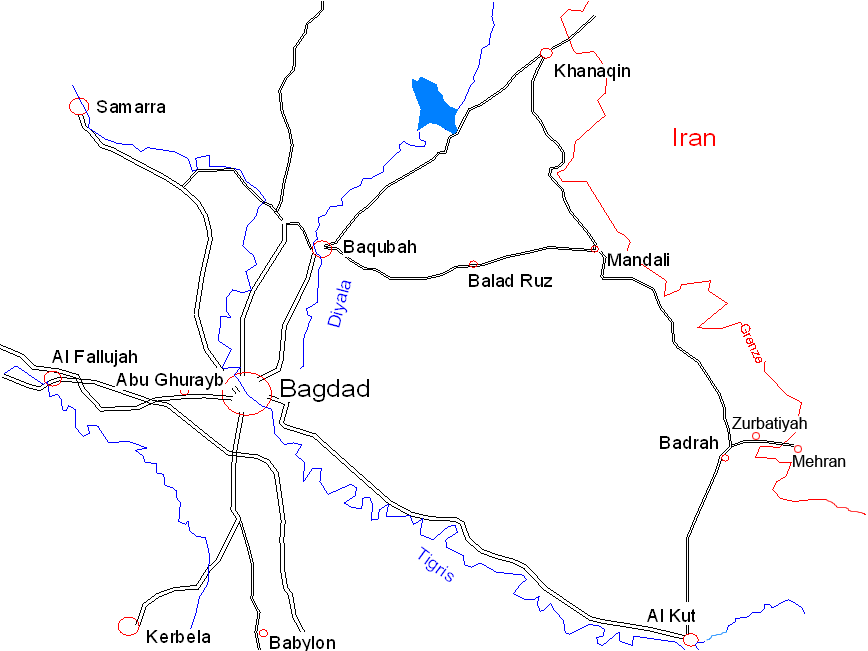
Poloha Samarry vzhledem k Bagdádu

Samarra (arabsky سامراء‎) je město v Iráku. Leží na východním břehu Tigridu v guvernorátu Saladdín 125 km severozápadě od Bagdádu, ve městě žije přibližně 140 tisíc obyvatel.
Středověcí islámští spisovatelé předpokládali, že jméno Samarra vzniklo z arabského výrazu Sarre men ra'a (tj. radost pro každého, kdo vidí). Tuto frázi později arménští vojáci obrátili na Samarra, doslova smutek pro každého, kdo vidí.

## Samarra v pravěku a starověku
Nejstarší osídlení Samarry sahá do období samarrské kultury v chalkolitu (asi 5500 - 4800 př. n. l.). Archeologická lokalita s hliněnými domy je rozsáhlá (asi 10 km²) a dala kultuře jméno, ale nejvýznamnější nálezy této kultury patří lokalitě Tell es Sauván. V samarrské kultuře se objevují stopy po umělém zavlažování a pěstování lnu, byla již usedlá a měla jistou sociální strukturu. Významná je především svou jemnou keramikou s ornamentací na tmavém pozadí, ve výzdobě se kombinují geometrické motivy s postavami žen, zvířat a ptáků. Tato keramika byla prvním typem rozšířeným ve značné části Blízkého východu.
Asyrské město Sur-marrati, které nechal zbudovat král Sinacherib kolem roku 690 př. n. l., se dnes většinou ztotožňuje s nalezištěm al-Huwaysh na druhém břehu Tigridu naproti dnešní Samaře. Později je oblast Samarry osídlena zřídka, místo se objevuje v historických pramenech pod řeckým pojmenováním Souma (Klaudios Ptolemaios), latinským Sumere (Ammianus Marcellinus), syrským Sumra (Michal Syrský).
Možnost růstu obyvatel zaznamenala oblast v době, kdy byl rozšířen kanál Nahrawan vytvořením severní větve Qatul al-Kisrawija. Stavba je připisována sásánovskému králi Husravovi I. (531-578). Na památku dokončení této stavby byla u kanálu jižně od Samarry postavena věž a u severní větve zase palác s parkem pro pořádání honů. Mladší kanál Qatul Abi al-Jund postavil abbásovský chalífa Hárún ar-Rašíd, dokončen byl r. 796.

## Abbásovská epocha
Roku 836 upadli do nemilosti abbásovského chalífy al-Mu'tasima mamlúci, turečtí a arménští žoldnéři v abbásovském vojsku, kteří v Bagdádu začali vyvolávat nepokoje. Al-Mu'tasim přemístil své sídlo do nově vybudovaného města Samarra (založeno 833) severozápadně od Bagdádu. Samarra pak byla hlavním městem abbásovské islámské říše do r. 896. Al-Mu'tasimův nástupce al-Wathiq vytvořil ze Samarry čilé obchodní středisko, město bylo rozšířeno i za chalífy al-Mutawakkila.
V této době byla vybudována slavná Velká mešita se spirálovitým minaretem (852). Al-Mutawakkil postavil i palác a rozlehlý park pro svého syna al-Mu'tazze. Za vlády al-Mu'tadida se abbásovská vláda znovu vrátila do Baghdádu. Samarra poté prožívá dlouhé období úpadku, které se prohloubilo po 13. století, kdy se koryto Tigridu od města oddálilo.

## Islámské památky

### Mešita al-Askaríja

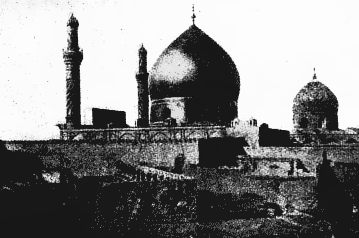
Mešita al-Askaríja, historické foto

V Samaře se nalézá jedna z nejvýznamnějších šíitských mešit světa, mešita al-Askaríja, postavená r. 944. Mešita je současně mauzoleem desátého a jedenáctého šíitského imáma Ali al-Hadiho a Hasana al-Askariho. Jsou zde uloženy i ostatky „tajného“ imáma Muhammada al-Mahdiho, který byl dvanáctým a posledním šíitským imámem. To učinilo ze Samarry významné poutní místo šíitů. Navíc tu jsou pohřbeny dvě příbuzné proroka Muhammada a šíitských imámů Hakíma Chatún a Narjis Chatún, které jsou vysoce zbožňovány šíitskými i sunnitskými muslimy. Přestože obyvatelé Samarry jsou převážně sunnité s jinými náboženskými praktikami nežli šíité, mají v úctě své předky pochované v al-Askaríji a před invazí USA do Iráku v roce 2003 šíité nikdy neměli problémy s přístupem ke svým svatým místům.
Ústřední místo zaujímala do svého zničení r. 2006 zlatá kopule s oslňujícím leskem. Měla obvod 68 m a bylo na ní 72 000 plátků zlata, jednalo se o jednu z největších kopulí islámského světa. Mešita měla dva zlaté minarety vysoké 36 m. Má světlou fasádu s jednoduchou bílou, modrou a tyrkysovou výzdobou. Minarety byly celé pozlacené a byly na nich i věžní hodiny ze zlata. Zřítily se po výbuších 14. června 2007. Nádvoří je široké a zdi pokryty modrými dlaždicemi.

### Velká mešita s minaretem
Velká mešita byla jednou z největších mešit islámského světa a její spirálovitý minaret al-Malwejía zůstává dosud dominantou města. Mešita byla postavena r. 852 z cihel a hlíny. Její obdélníkový areál má rozměry 240 x 160 m, obvodové zdi 10 m vysoké a 2,65 m silné měly 44 věží. Nádvoří obklopovaly ze všech stran arkády. Většina z nich byla obrácena směrem k posvátné Mekce. Mešita je dnes do značné míry v ruinách. Minaret se vypíná ve vzdálenosti 27 m severně od mešity do výše 52 metrů.

### Chalífova rezidence
Svoji rezidenci nechal postavit chalífa al Mu'tasim r. 835 na dohled Tigridu a měla 700 m dlouhou čelní stěnu. Dnes zde můžeme spatřit pouhá tři klenutá průčelí, střední o půdorysu 17,5 x 8 m a výšce 12 m. Tato část je nezývána Bab al-'Amma (Lidové brány), neboť zde chalífa přijímal hold a žádosti svého lidu.

### Mešita Abú Dulúfa
Na konci ústřední městské ulice Al-Adham, 22 km severně od centra města, se dosud zachovaly zbytky Abú Dulúfovy mešity s pěkným nádvořím a malým 19 m vysokým spirálovitým minaretem. Byla postavena r. 860 al-Mutawkkilem jako malá napodobenina Velké mešity a jejího minaretu.

### Palác al-Ma'shouq
Palác je umístěn na východním břehu Tigridu asi 10 km severozápadně od Samarry. Cihlový palác leží na vyvýšenině nad řekou a má arkády nesoucí střechu. Spirálovitá cesta vede ke komnatám paláce, celá je lemována ornamenty s hliněnými arabeskami. Zevnitř jsou oblouky i pilíře přilepeny ke zdem. Tento palác, někdy nazývaný jako Palác lásky (Al-Ashiq), postavil chalífa al-Mu'tamid r. 889 těsně předtím, než opustil Samarru a vrátil se do Bagdádu.

## Současnost
Ve 20. století bylo pro Samarru důležité vybudování umělého jezera Tharthar na Tigridu, jehož přehrazení zamezilo častým záplavám v oblasti Bagdádu. Mnoho obyvatel oblasti muselo tehdy ze svých vesniček odejít a zvýšilo počet obyvatel Samarry.

### Zničení kopule mešity al-Askaríja 2006
Samarra je jedním z důležitých míst provincie Salah ad-Dín. Po invazi USA v roce 2003 se dříve klidné a snášenlivé město stalo jedním ze středisek tzv. Sunnitského trojúhelníku a sunnitského odporu. Napětí mezi sunnity a šíity vyvrcholilo 26. února 2006, kdy byla zlatá kopule mešity al-Askaríja zničena při bombovém útoku, který stál životy stovky lidí. Žádná politická či teroristická skupina se k útoku nepřihlásila, ale předpokládá se pozadí jedné ze sunnitských organizací mudžáhedinů.

### Zničení minaretů mešity al-Askaríja 2007
14. června 2007 kolem osmé hodiny ranní místního času došlo v mešitě al-Askaríja ke dvěma novým detonacím. Ty měly za následek destrukci obou zlatých minaretů, které se krátce nato zřítily. Útok se odehrál za přítomnosti hlídek policistů, kteří objekt předchozího útoku střežili.